# Kelynack
Kelynack – wieś w Anglii, w Kornwalii. Leży 11 km na zachód od miasta Penzance i 421 km na zachód od Londynu.